# Moana Mackey
Moana Lynore Mackey (nascuda el 28 de febrer de 1974) és una política de Nova Zelanda i ha representat el Partit Laborista de Nova Zelanda al Parlament de Nova Zelanda des del 2003 fins al 2014. Té ascendència maora, irlandesa, escocesa i espanyola.

## Primera vida i carrera
Nascuda a Auckland, Nova Zelanda i criada a Gisborne, Mackey va assistir a l'escola primària Mangapapa, a l'Institut de secundària Ilminster i a l'escola secundària Lytton. Mentre estava a l'institut, Mackey participaria a Young Labor, a la New Zealand Youth Orchestra i al Youth Youth Parliament. Després de deixar els estudis secundaris, va assistir a la Victoria University de Wellington des del 1993, llicenciant-se en bioquímica i biologia molecular. Restant a la zona de Wellington, va treballar com a científica, dirigint un equip en un laboratori mediambiental a Lower Hutt i del 2001 al 2004 va ser membre del Petone Community Board.
Del 1999 al 2000, Moana Mackey va ser presidenta de Young Labor. També va treballar al moviment sindical.

## Membre del Parlament
Mackey va entrar al Parlament el 29 de juliol de 2003 a través de la llista del partit laborista després que Graham Kelly va deixar el seu escó de llista. La seva mare, Janet Mackey, també va ser diputada laborista fins al 2005; les dues van formar la primera parella mare-filla de la història parlamentària de Nova Zelanda. En les eleccions d'aquell any, Janet Mackey es va retirar de la política i Moana Mackey va disputar però va perdre l'escó electoral de la Costa Est (anteriorment ocupada per la seva mare) davant la candidata del Partit Nacional, Anne Tolley per 1219 vots. No obstant això, va tornar al Parlament com a diputada de la llista. Mackey va tornar a disputar la Costa Est a les eleccions generals del 2008, perdent contra Anne Tolley de National per 6.413 vots. Mackey va tornar de nou al Parlament com a diputat de llista del Partit Laborista.
A Mackey no se li va situar prou a la llista laborista per tornar al Parlament després de les 2014 perquè se li assignés un escó després d'una caiguda del suport als laboristes. Al febrer de 2017, la diputada de la llista laborista Jacinda Ardern va guanyar les eleccions parcials de Mount Albert de 2017, que van permetre al partit portar un nou diputat de llista al parlament. Mackey va ser el segon candidat laborista que no va entrar al parlament a les eleccions del 2014. La persona superior, Maryan Street, va anunciar que refusaria l'oportunitat de tornar al Parlament. Mackey també va rebutjar l'opció de tornar a entrar al Parlament.

## Després de la política
Des del 2015, Mackey treballa en diverses funcions d'assessorament a l'ajuntament de Wellington a l'equip de planificació de la ciutat.